# Xifonada
La xifonada (francesisme) o tires llargues és una tècnica culinària consistent a tallar amb un ganivet certes verdures de grans fulles en tires allargades, d'uns tres centímetres de llarg per mig centímetre d'ample. Aquesta tècnica de tall se sol emprar en verdures com l'enciam, els espinacs, alfàbrega, fulles d'endívia, etc.

## Altres tècniques de tall
- Tires fines: consisteix a tallar els aliments, sobretot verdures, en tires el més fines possible, idealment del gruix d'un escuradents, però del mateix llarg que les tires llargues, és a dir, de tres centímetres de llarg aproximadament. S'ha d'evitar el barbarisme julienne, que significa literalment juliana.[2]
- Tallar finíssimament o tires finíssimes és l'expressió que s'utilitza en cuina en català per a la tècnica consistent en tallar en tires encara més fines que les tires fines. Aquestes es tallen amb el gruix d'una agulla.[2]
- Bresa: És un tall més corrent a la cuina catalana[2] i a d'altres. Consisteix a tallar les verdures en daus regulars, de forma quadrada a totes les seves cares i d'uns 2,5 centímetres d'aresta. Se sol utilitzar per a verdures com la pastanaga, l'api, etc. en tota mena de coccions. En català s'ha d'evitar el gal·licisme mirepoix per a aquesta tècnica.[2]
- Daus regulars no gaire grossos, és una variant de la bressa usada a la cuina tradicional i a la qual la mida corresponent als quadrats és d'un centímetre aproximadament.[2] S'utilitza de vegades, per exemple, per a les patates fregides tallades a daus i no a bastonets que solen acompanyar alguns guisats.
- Daus petits, és una variant a la qual els daus són molt petits, de mig centímetre d'aresta. En francès utilitzen el mot printanière, que significa primaveral.[2]

## El francesismexifonada
El que en català és tallar a tires llargues en francès es diu chiffonnade, de chiffonner, que significa "rebregar" com un chiffon (pedaç, drap o parrac de teixit). Utilitzat en català es tracta d'una adaptació que cal evitar malgrat que la recull el Termcat. En francès, òbviament, de vegades es pot denominar chiffonnade un plat o acompanyament que contingui la verdura tallada amb aquest estil però que se serveix crua o ofegada en mantega. La verdura preparada d'aquesta manera correspondria a una manera de preparar-la de la cuina francesa o atlàntica, entre d'altres, puix que a la dels Països Catalans i mediterrània, en general, s'aprecia molt més l'oli d'oliva per a aquestes.